# Джаядева
Джаяде́ва (Jayadeva, ория ଜୟେଦବ, санскр. जयदेव; предполагаемые годы жизни 1170—1245) — средневековый индийский поэт и яркий представитель вайшнавской традиции. Писал свои сочинения на санскрите. Джаядева принадлежал к касте брахманов, жил в Бенгалии и следовал пути бхакти. Его стихи вошли в священную книгу сикхов «Гуру грантх сахиб». Джаядева считается автором знаменитой музыкальной лирической поэмы «Гитаговинда» («Песнь о пастухе»). Как бхакта Джаядева оказал сильное влияние на развитие культа Кришны и гаудия-вайшнавизма. Джаядева также является автором обширного трактата по поэтике «Чандра-лока».

## Агиография

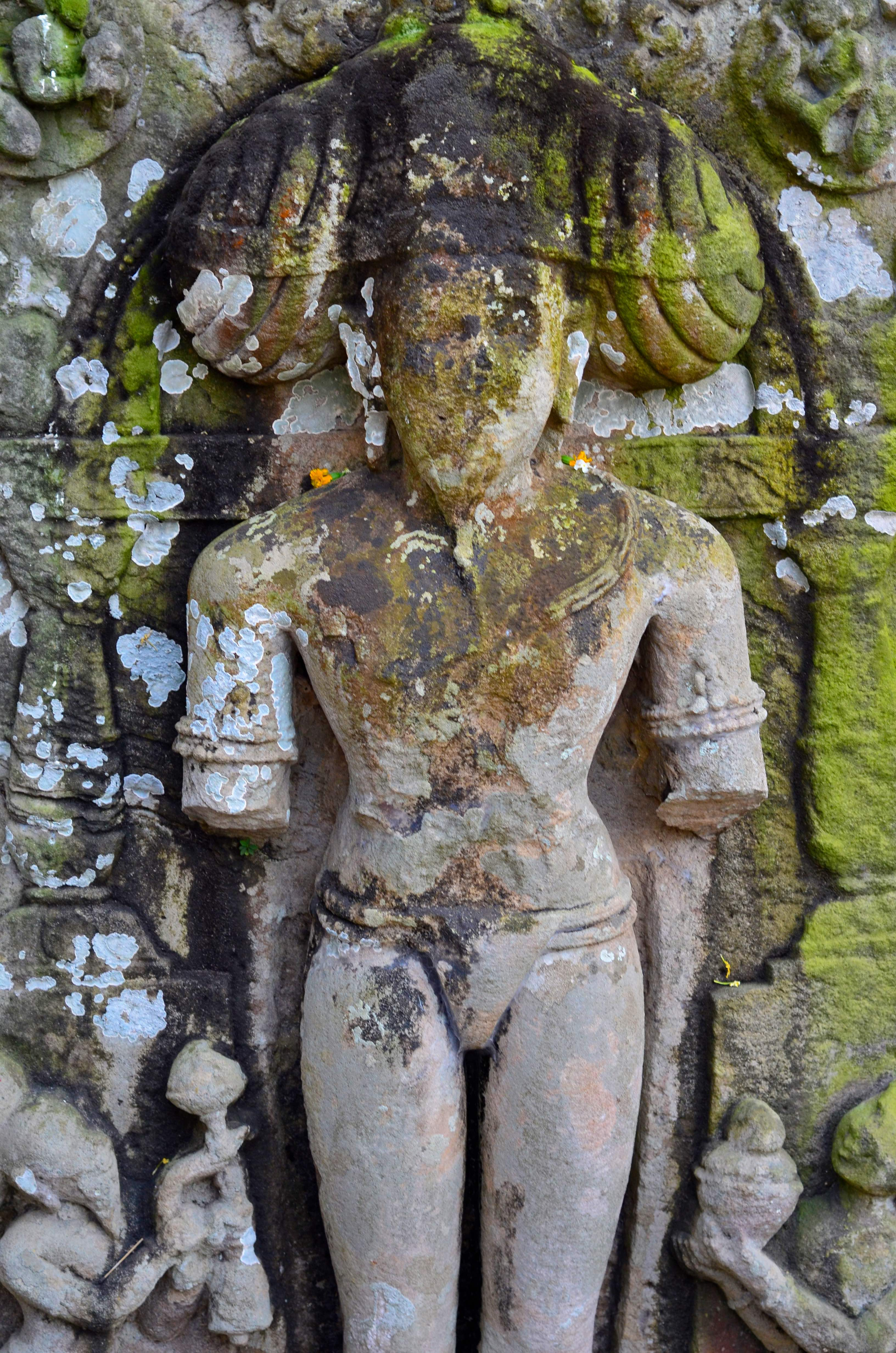
Каменное изображение нагого Джайядева в храме Акхандалишвара в Пратапарудрапуре (возле Конарка, Орисса)

О биографии Джаядевы сохранились отрывочные сведения. Поэт родился в семье брахмана Бходжадевы (Bhojadeva) в деревне Кендули Сасан в Ориссе, недалеко от города Пури. Датировки жизни Джаядевы возможны благодаря его упоминанию о себе в строфе 1.4 текста 1 «Гитаговинда». В ней Джаядева называет своих современников — поэтов Умапатидхару, Шарану, Говардхану, Дхойи — и среди них самого себя. Джаядева также сообщает о себе, что он родился в Киндубилве. Последняя тождественна, по всей видимости, упомянутой Кендули на берегу реки Аджай в Бенгалии, где ежегодно в последний день месяца магха (январь—февраль) справляется праздник в честь поэта.
Ряд легенд о Джаядеве дошёл до нас в сборнике преданий о кришнаитских святых, называемом «Бхактамала» (гл. 39—41), составленном в санскритских стихах Чандрадаттой. Молодым он покинул родительский дом и стал вести жизнь странствующего аскета, исповедующего любовь к Кришне. Считается, что Джаядева женился на девадаси Падмавати. Поэт не хотел связывать себя семейными узами, однако Падмавати сказала, что всё равно не оставит его. Они были счастливы друг с другом до конца жизни супруги. Падмавати так любила Джаядеву, что лишилась жизни, услышав однажды слух о его смерти.
Джаядева был придворным поэтом бенгальского раджи Лакшманасены (1179—1206).
Джаядева почитается как образец глубокого бхакти. Его сознание было наполнено Кришной — Джаядева воспринимал всё окружающее как проявление божественного. Когда Джаядева брал свою одежду, чтобы надеть её, он видел в ней Кришну и не относился к ней как к одежде. Святой ходил по улице нагим и люди набрасывали на него одеяние. Он даже не носил письменных принадлежностей для записи своих произведений, поскольку, по его мнению, они были непозволительной роскошью. Джаядева не оставался спать под одним деревом две ночи подряд, чтобы не оказаться привязанным к земным удобствам.
Джаядева переполняла любовь к объекту почитания. Он разговаривал с Кришной, пел Кришне, танцевал с Кришной, сливался с Кришной и падал в экстатическом бесчувствии. Джаядева представлял себя «невестой» Кришны. Как следствие, его лирика может восприниматься как любовная в мирском смысле. Для Джаядевы его отношения с Кришной носили божественный характер: своё сердце он видел невестой, а самого себя — Атмой. Свою «Гитаговинду» он писал у домашнего алтаря, вдохновляемый родовым божеством. Когда Джаядева в замешательстве не мог найти слов, чтобы описать красоту Радхи или отношения между возлюбленными, Кришна вдохновлял поэта. В последующем глубокое бхакти Джаядева послужило образцом для Чайтаньи, который также пел Кришне и танцевал с ним в экстазе.
Джаядева провёл остаток жизни в своём родном селении Кендули, ежедневно отправляясь к Гангу для омовения. Поэт не пожелал отказаться от священного обряда, даже когда совсем уже ослабел и не мог добираться до воды. Предание гласит, что Ганга изменила своё течение и приблизилась к деревне, возле которой её воды текут и поныне.
Жизнь Джаядева тесно связана с храмом Джаганнатхи в Пури. Популяризации его «Гитаговинды» способствовали декламации махари (храмовых танцовщиц). В честь Джаядевы его произведения на протяжении нескольких веков читаются на ежегодном фестивале в Пури. Отрывки из «Гитаговинды» в настоящее время продолжают исполнять в храмах, во время религиозных праздников и на киртанах. Кроме «Гитаговинды» под его именем известно лишь краткое стихотворение на хинди в пяти строфах, восхваляющее Хари-Говинду.

## Гитаговинда
Главным произведением Джаядевы считается «Гитаговинда» («Песнь о [пастухе] Говинде»). Это популярная поэма на кришнаитский сюжет. В основу произведения положен эпизод любви между Кришной и Радхой. Сюжет включает ревнивую ссору, вызванную весенним ритуалом и танцами Кришны с пастушками-гопи; страдания героини, а затем Кришны; движение к примирению, новая «измена» Кришны; следующая вспышка ревности и окончательное примирение. Поэма включает гимны Кришне, в том числе две песни, прославляющие Вишну в образе Кришны и его аватар в начале первой главы, гимны-благопожелания в концовках всех двенадцати глав. Произведение представляет собой лирическую любовную драму с тяготением к эротическим темам и к сценическим формам, основанным на сочетании танца, песни и декламации.

Пусть на устах Парашары и других друзей звучит поэтическое искусство славной «Гитаговинды» досточтимого Джаядевы — сына знаменитого досточтимого Бходжадевы и Рамадеви.
Не утешает мысль об опьяняющем напитке; сахар, ты груб; виноград, кто обратит на тебя внимание? Напиток бессмертия, ты мертв; молоко, у тебя вкус воды; манговое дерево, плачь; губы возлюбленных, не отваживайтесь на сравнение, скройтесь, пока искусные речи Джаядевы открывают подобную блаженному состоянию сущность любовной страсти.
Пусть дарует великое счастье и успех труд рук Пурушоттамы — [рук,] что жаждут несущих радость грудей, подобных плодам Праяги, там, где несет свои воды поток у соединения пряди волос с жемчужным ожерельем — на берегу Ямуны, где он предавался множеству забав с Радхой.
— «Гитаговинда», часть XII, строфы 27, 28, 29

## Культурно-религиозное влияние
«Гитаговинда» вошла в религиозный канон гаудия-вайшнавизма. Произведение оказало существенное влияние на формирование североиндийского бхакти. «Гитаговинда» глубоко почиталась святым Чайтаньей и его окружением, благодаря чему популярность поэмы выросла. Фигура её автора стала обрастать легендами и мифами, рассказывающими о мистических отношениях между Джаядевой и Кришной. «Гитаговинда» привела к рождению джатры — индийской музыкальной драмы, возникшей в XVI веке в Бенгалии и Ориссе. Традиционно сюжеты джатры основаны на пуранах и житийной литературе, а также эпизодах из «Гитаговинда». Воспевание стихов также привело к формированию традиции киртана. Считается, что к «Гитаговинде» восходит песенный стиль молитвы с обращением к Богу. Окончательно традиция киртана была сформирована Чайтаньей. В 1499 году исполнение «Гитаговинды» введено в церемонию богослужения в храме Джаганнатхи в Пури. Кроме того, единственное дошедшее до нас стихотворение Джаядевы включено в «Гуру Грантх Сахиб» — основной священный текст сикхов, представляющий собой сборник религиозных гимнов. С начала XVII века Джаядева причисляется к великим вайшнавским святым.

## Галерея средневековых изображений Джаядевы

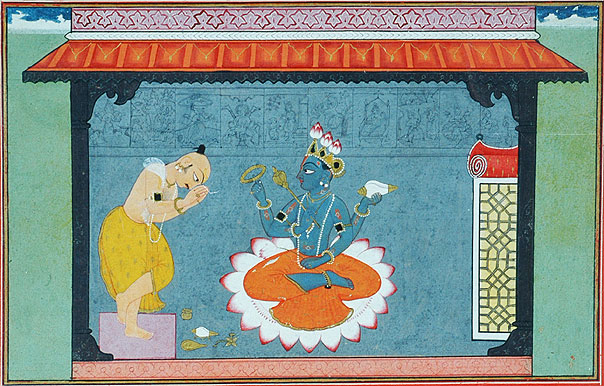
Джаядева поклоняется Вишну
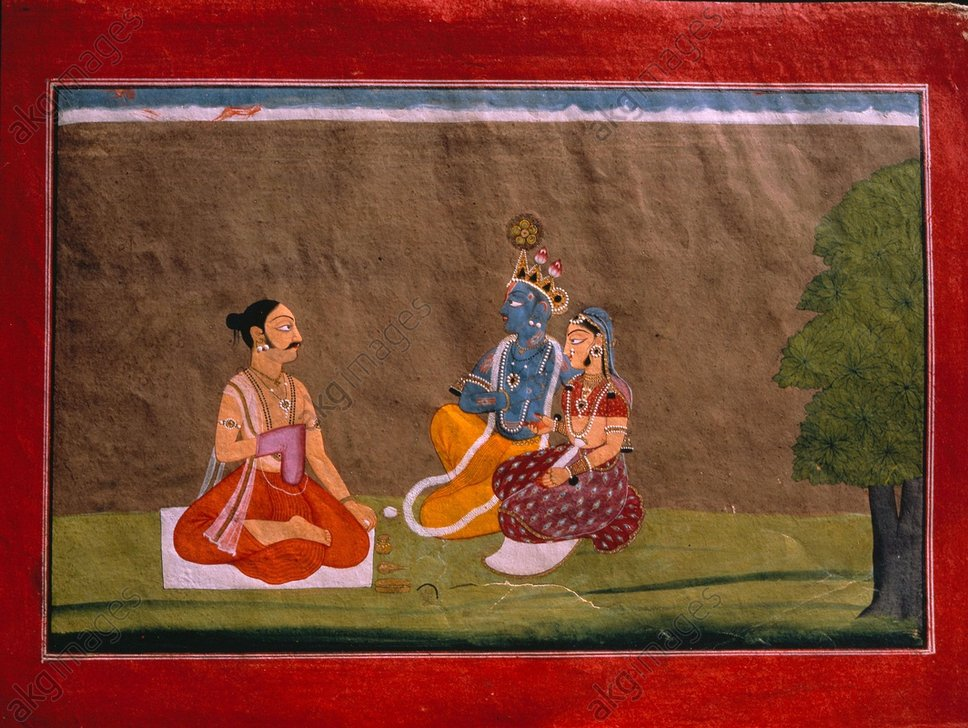
Джаядева читает мантру Радха-Кришне
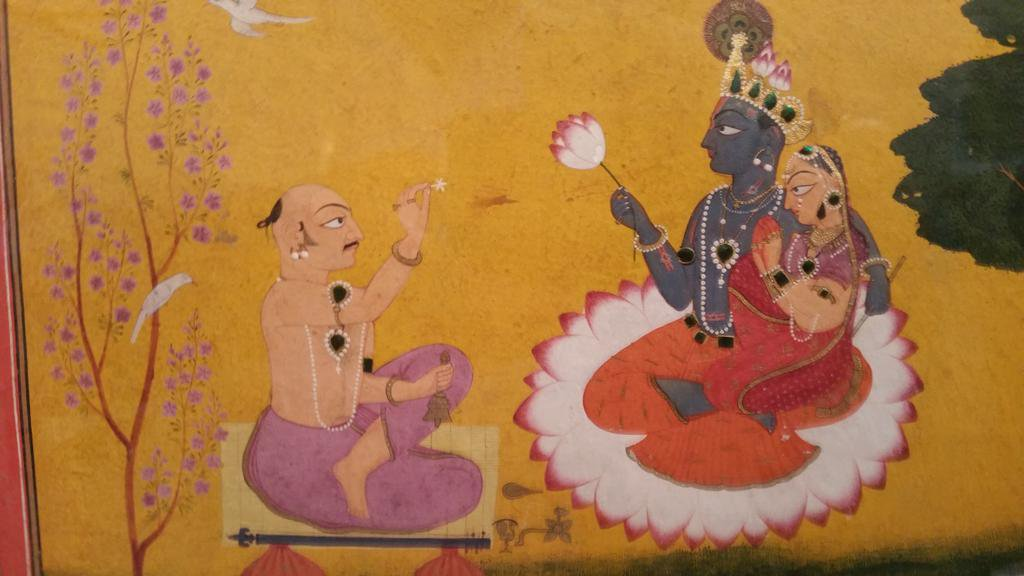
Джаядева преподносит цветы Радха-Кришне